# جزیره ویرجین (فیلم ۱۹۵۹)
«جزیره ویرجین» (انگلیسی: Virgin Island) یک فیلم به کارگردانی پت جکسون است که در سال ۱۹۵۹ منتشر شد. از بازیگران آن می‌توان به جان کاساوتیس، روبی دی، و سیدنی پوآتیه اشاره کرد.